# Olszany (powiat lubiński)
Olszany (niem. Ölschen, Olschen) – wieś w Polsce położona w województwie dolnośląskim, w powiecie lubińskim, w gminie Rudna.

## Podział administracyjny
W latach 1975–1998 miejscowość należała administracyjnie do województwa legnickiego.

## Zabytki
Do wojewódzkiego rejestru zabytków wpisany jest:
- kościół parafialny pod wezwaniem św. Michała Archanioła, zabytkowy z XV-XIX w., będący siedzibą parafii pod tym samym wezwaniem

inne obiekty:
- kilka kapliczek znajdujących się na terenie wsi